# Prisma decagonal
En geometría, el prisma decagonal es el octavo elemento del conjunto infinito de prismas, formado por diez caras laterales cuadradas y dos tapas con forma de decágono regular. Con doce caras, es uno de los muchos dodecaedros no regulares. La figura posee 12 caras, 30 aristas y 20 vértices, por lo que es un dodecaedro (aunque el término generalmente se aplica al dodecaedro regular o al rombododecaedro). Si todas las caras son polígonos regulares, entonces se dice que es un poliedro semirregular y también un poliedro prismático uniforme.

## Figura de vértices

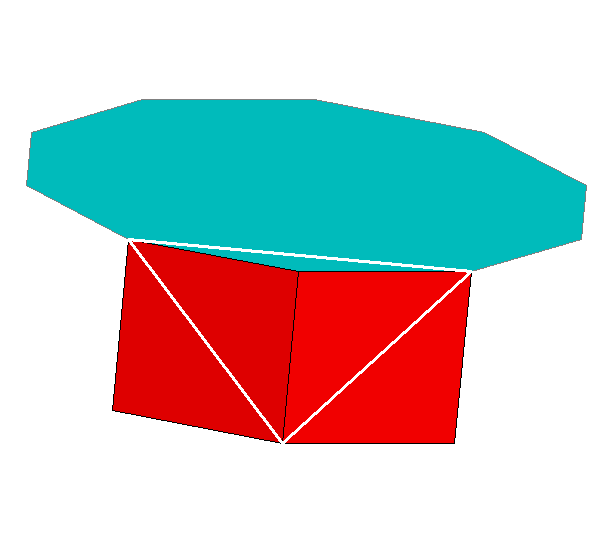
Figura de vértices

En cada vértice del prisma coinciden dos caras cuadradas y una de las dos bases decagonales:

## En otros campos
El prisma decagonal existe como celda en dos politopos uniformes de cuatro dimensiones:
| 120-celdas runcitruncado · | 120-celdas omnitruncado · |
|                            |                           |

Los prismas decagonales se utilizan a menudo en candados de combinación, en los que se emplean como diales de apertura con las cifras del 0 al 9 grabadas en cada una de las caras laterales de una serie de prismas.

## Poliedros relacionados
| Familia de prismas n-gonales uniformes | Familia de prismas n-gonales uniformes | Familia de prismas n-gonales uniformes | Familia de prismas n-gonales uniformes | Familia de prismas n-gonales uniformes | Familia de prismas n-gonales uniformes | Familia de prismas n-gonales uniformes | Familia de prismas n-gonales uniformes | Familia de prismas n-gonales uniformes | Familia de prismas n-gonales uniformes | Familia de prismas n-gonales uniformes | Familia de prismas n-gonales uniformes | Familia de prismas n-gonales uniformes | Familia de prismas n-gonales uniformes |
| Nombre                                 | Prisma digonal                         | (Trigonal) Prisma triangular           | (Tetragonal) Prisma cuadrado           | Prisma pentagonal                      | Prisma hexagonal                       | Prisma heptagonal                      | Prisma octogonal                       | Prisma eneagonal                       | Prisma decagonal                       | Prisma endecagonal                     | Prisma dodecagonal                     | ...                                    | Prisma apeirogonal                     |
| -------------------------------------- | -------------------------------------- | -------------------------------------- | -------------------------------------- | -------------------------------------- | -------------------------------------- | -------------------------------------- | -------------------------------------- | -------------------------------------- | -------------------------------------- | -------------------------------------- | -------------------------------------- | -------------------------------------- | -------------------------------------- |
| Imagen                                 |                                        |                                        |                                        |                                        |                                        |                                        |                                        |                                        |                                        |                                        |                                        | ...                                    |                                        |
| Imagen teselado esférico               |                                        |                                        |                                        |                                        |                                        |                                        |                                        |                                        |                                        |                                        |                                        | Imagen teselado plano                  |                                        |
| Conf. vértices                         | 2.4.4                                  | 3.4.4                                  | 4.4.4                                  | 5.4.4                                  | 6.4.4                                  | 7.4.4                                  | 8.4.4                                  | 9.4.4                                  | 10.4.4                                 | 11.4.4                                 | 12.4.4                                 | ...                                    | ∞.4.4                                  |
| Diagrama de Coxeter-Dynkin             |                                        |                                        |                                        |                                        |                                        |                                        |                                        |                                        |                                        |                                        |                                        | ...                                    |                                        |